# Saint-Pierre-d’Alvey
Saint-Pierre-d’Alvey település Franciaországban, Savoie megyében. Lakosainak száma 309 fő (2022. január 1.). Saint-Pierre-d’Alvey La Chapelle-Saint-Martin, Gerbaix, Loisieux, Marcieux, Meyrieux-Trouet és Saint-Genix-les-Villages községekkel határos.

## Népesség
A település népessége az elmúlt években az alábbi módon változott:
| Lakosok száma | 272  | 273  | 291  | 292  | 302  | 307  | 310  | 313  | 309  |
|               | 2013 | 2015 | 2016 | 2017 | 2018 | 2019 | 2020 | 2021 | 2022 |